# Зибельдинген
Зибельдинген (нем. Siebeldingen) — община в Германии, в земле Рейнланд-Пфальц. 
Входит в состав района Южный Вайнштрассе. Подчиняется управлению Ландау-Ланд.  Население составляет 1026 человек (на 31 декабря 2010 года). Занимает площадь 6,07 км².